# Kanurennsport-Weltmeisterschaften 2013

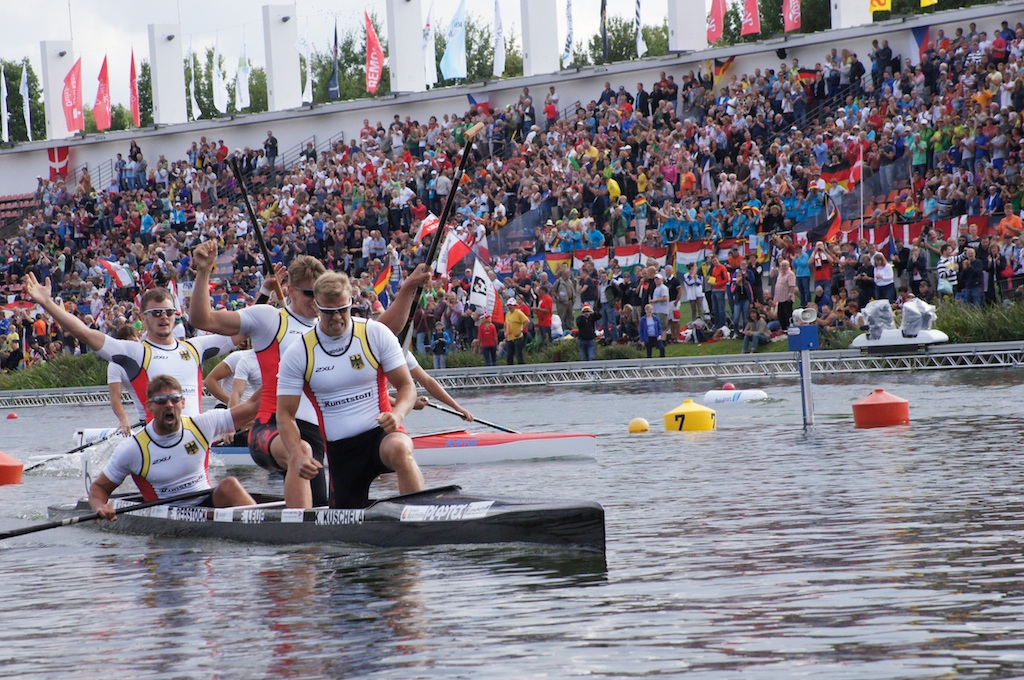
1000 m C4 Finale Kanu-WM 2013

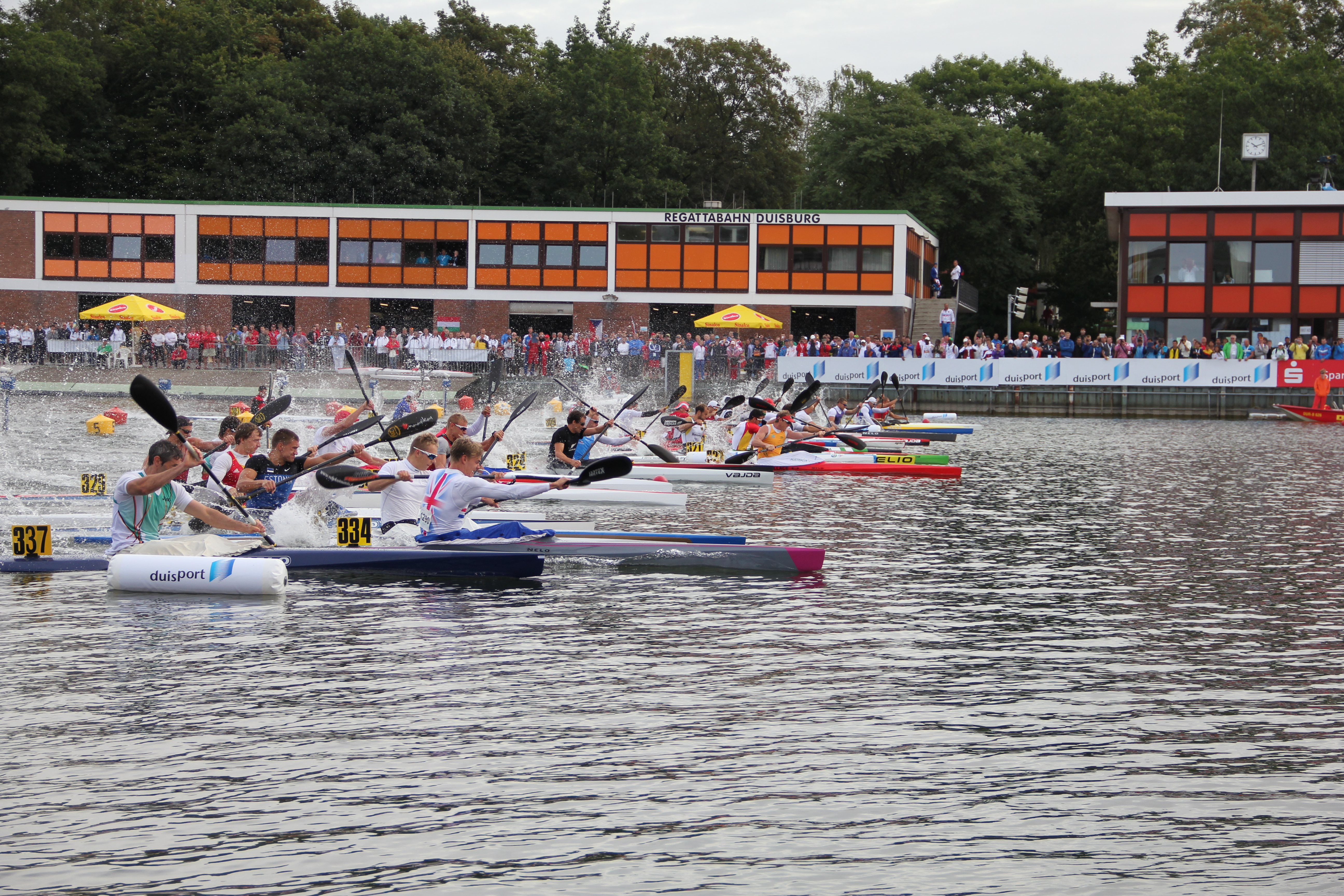
5000 m K1 Finale Kanu-WM Duisburg 2013

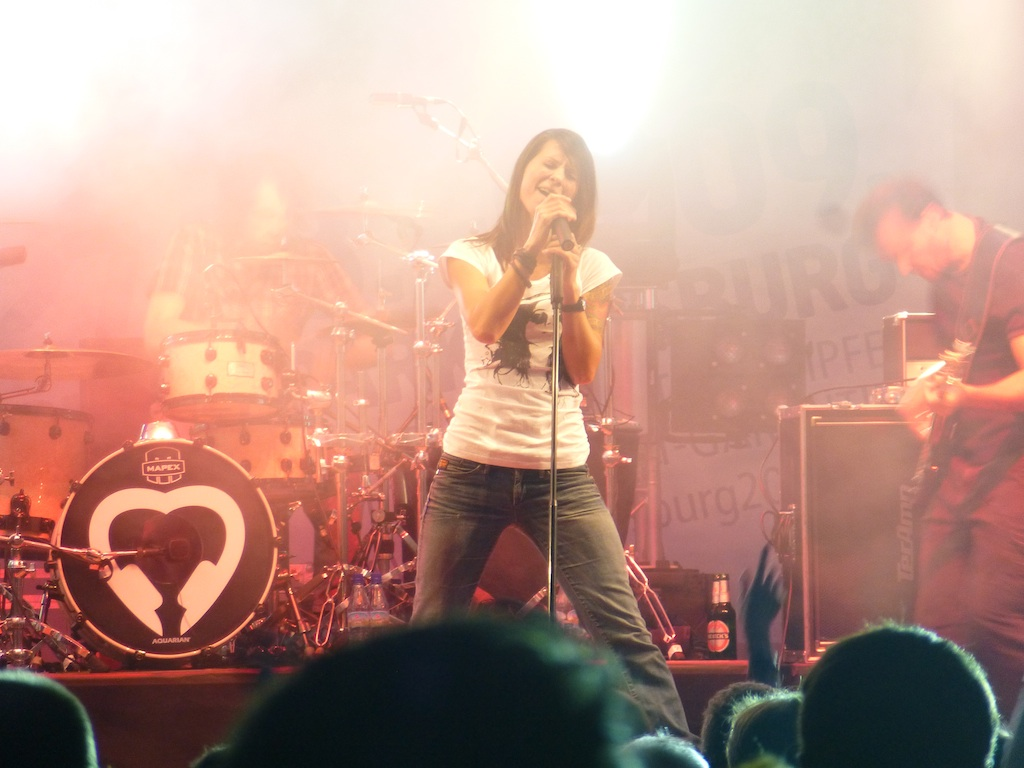
Christina Stürmer beim Konzert auf der WM-Plaza

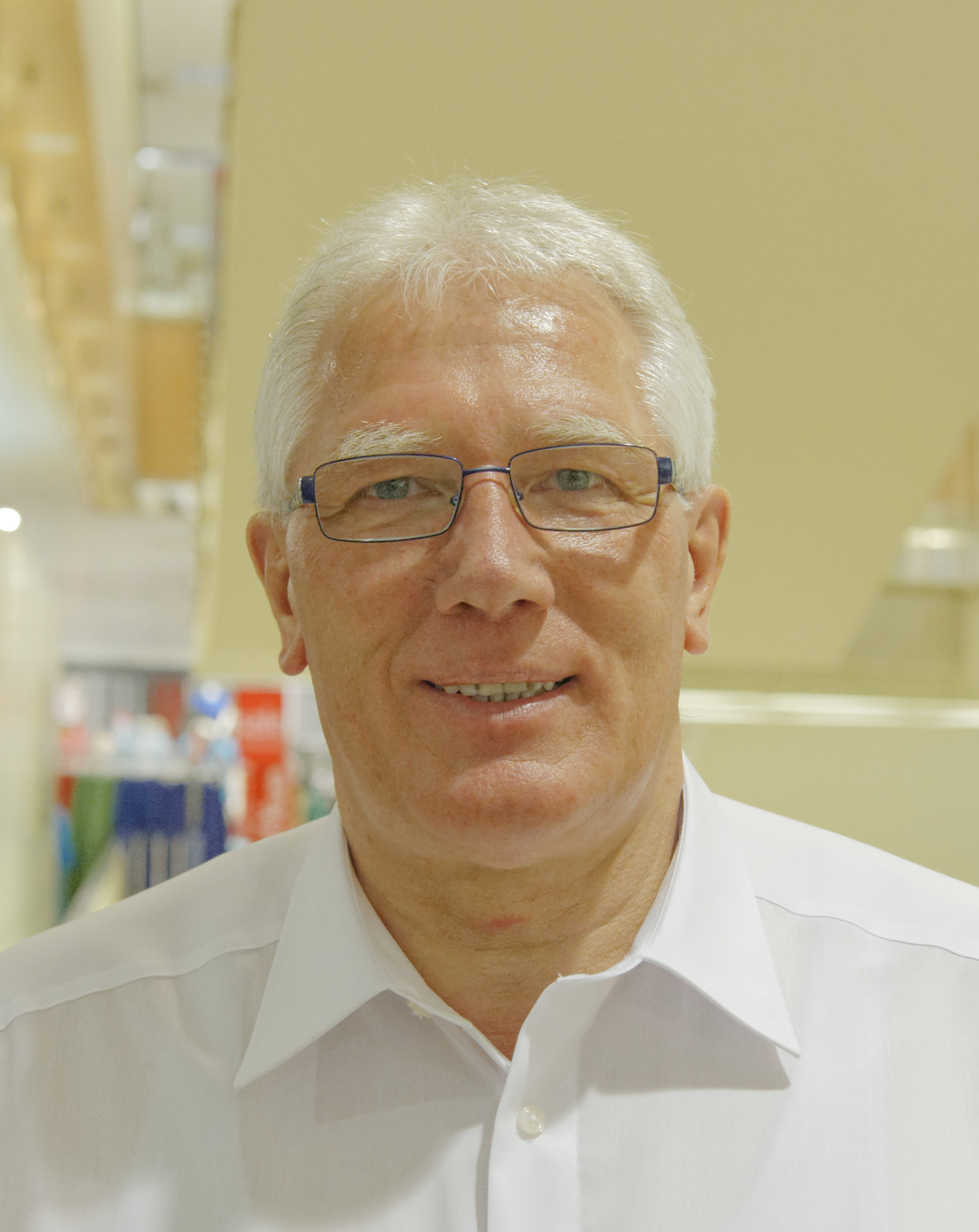
Leiter der Organisationskomitees Otto Schulte

Die 40. Kanurennsport-Weltmeisterschaften fanden vom 27. August bis 1. September 2013 in Duisburg statt. Wettkampfstätte war die Regattabahn Duisburg im Sportpark Duisburg. Veranstalter war der Internationale Kanuverband, Ausrichter der Deutsche Kanu-Verband, der auch in Duisburg seinen Sitz hat.

## Vorgeschichte
Die Titelkämpfe waren zunächst an Szeged (Ungarn) vergeben worden, das jedoch 2010 nach dem kurzfristigen Rückzug von Vichy (Frankreich) die Ausrichtung der WM 2011 übernommen hatte. Danach erging der Zuschlag an Rio de Janeiro (Brasilien), das der erste südamerikanische WM-Standort geworden wäre. Da die dortigen Wettkampfstätten wegen fehlender Finanzmittel jedoch nicht fertiggestellt werden konnten, gab der Brasilianische Kanuverband die WM im September 2012 zurück. In einem kurzen Bidding-Verfahren ging der Zuschlag dann an den Deutschen Kanu-Verband.

## Programm
Das Wettkampfprogramm umfasste Rennen im Canadier und Kajak für Männer und Frauen in Einer, Zweier und Vierer. Streckenlängen waren 200, 500, 1000 und 5000 Meter. Am Abschlusstag gab es zudem drei Entscheidungen in den 4-mal-200-Meter-Staffeln im Einer-Kajak der Damen und Herren und im Einer-Canadier der Herren. Damit umfasste das Programm 37 Entscheidungen. An den ersten drei Tagen gab es Rennen im Paracanoe für Sportler mit Körperbehinderung, die offizieller Bestandteil der Weltmeisterschaft waren. Die Rennen im Paracanoe wurden über die Distanz von 200 Meter in zwölf verschiedenen Boots- bzw. Startklassen ausgetragen. Die Bootsklassen im Paracanoe waren Kajak (K1) und Auslegerkanu (V1).

## Rahmenprogramm
Nach den Rennen traten abends mehrere Musiker und Künstler auf der Kanu-WM Plaza neben der Eventbühne im Sportpark Duisburg im Rahmenprogramm auf. Christina Stürmer machte am 28. August mit „Millionen Lichter“ den Anfang. Am 29. August folgte DJ Antoine, der durch die Single „Welcome to St. Tropez“ bekannt wurde. Den Abschluss bildeteGentleman am 31. August. Er stellte sein neues Top-10-Album „New Day Dawn“ mit der Single „You Remember“ vor.

## Zeitplan
Der Zeitplan der Weltmeisterschaft war wie folgt organisiert:
Dienstag:
- Eröffnungsfeier

Mittwoch:
- Vorläufe Paracanoeing: 200 m: K1 Männer und Frauen / V1 Männer
- Semifinals Paracanoeing: 200 m: K1 Männer und Frauen / V1 Männer
- Finals Paracanoeing: 200 m: K1 / V1 Männer und Frauen

Donnerstag:
- Vorläufe: 500 m: K1 Frauen / K2 Frauen; 1000 m K1 Männer und Frauen / C1 Männer / K2 Männer und Frauen / C2 Männer / C4 Männer
- Finals Paracanoeing: 200 m: K1 Männer und Frauen/V1 Männer
- Semifinals: 500 m: K1 Männer und Frauen / C1 Männer / K2 Männer und Frauen / C2 Männer; 1000 m: K1 Männer und Frauen / C1 Männer / K2 Männer und Frauen / C2 Männer / C4 Männer

Freitag:
- Vorläufe: 500 m: K1 Männer / C1 Männer / K2 Männer / C2 Männer und Frauen / K4 Frauen; 1000 m: K4 Männer
- Finals Paracanoeing: 200 m: K1 Männer / V1 Frauen
- Semifinals: 500 m: K1 Männer / C1 Männer / K2 Frauen / C2 Männer und Frauen / K4 Frauen; 1000 m: K4 Männer
- Vorläufe: 200 m: K1 Männer und Frauen / C1 Männer und Frauen / C2 Männer / K2 Männer und Frauen

Samstag:
- Semifinals: 200 m: K1 Frauen / C2 Männer / K2 Männer und Frauen
- C- und B-Finals: 500 m: K1 Frauen / K2 Frauen; 1000 m: K1 Männer / C1 Männer / K2 Männer / C2 Männer
- Semifinals: 200 m: K1 Männer / C1 Männer
- Finals: 200 m C1 Frauen; 500 m: K1 Frauen / K2 Frauen; 1000 m: K1 Männer und Frauen / C1 Männer / K2 Männer / C2 Männer / C4 Männer

Sonntag:
- Finals: 5000 m: K1 Männer und Frauen / C1 Männer
- Finals: 200 m: K1 Männer und Frauen / C1 Männer / K2 Männer und Frauen / C2 Männer und Frauen
- Finals: 500 m: K1 Männer / C1 Männer / K2 Männer / C2 Männer und Frauen / K4 Männer; 1000 m: K4 Männer
- Finals Staffel: 200 m: K1 Männer und Frauen / C1 Männer

## Wettbewerbe

### Männer

#### Canadier
| Event         | Gold                                                               | Zeit          | Silber                                                                                    | Zeit          | Bronze                                                                          | Zeit          |
| ------------- | ------------------------------------------------------------------ | ------------- | ----------------------------------------------------------------------------------------- | ------------- | ------------------------------------------------------------------------------- | ------------- |
| C–1 200 m     | Aserbaidschan Valentin Demjanenko                                  | 38,462 s      | Russland Iwan Schtyl                                                                      | 38,717 s      | Spanien Alfonso Benavides                                                       | 38,717 s      |
| C–1 500 m     | Brasilien Isaquias Queiroz                                         | 1:50,940 min  | Usbekistan Vadim Menkov                                                                   | 1:51,939 min  | Deutschland Erik Leue                                                           | 1:53,032 min  |
| C–1 1000 m    | Ungarn Attila Vajda                                                | 4:09,123 min  | Deutschland Sebastian Brendel                                                             | 4:10,365 min  | Brasilien Isaquias Queiroz                                                      | 4:14,154 min  |
| C–1 5000 m    | Deutschland Sebastian Brendel                                      | 22:17,864 min | Ungarn Attila Vajda                                                                       | 22:24,149 min | Kanada Mark Oldershaw                                                           | 22:44,535 min |
| C–2 200 m     | Deutschland Robert Nuck Stefan Holtz                               | 36,331 s      | Russland Alexander Kowalenko Nikolai Lipkin                                               | 36,551 s      | Belarus Dsmitryj Rabtschanka Aljaksandr Waltschezki                             | 36,654 s      |
| C–2 500 m     | Russland Wiktor Melantjew Iwan Schtyl                              | 1:43,285 min  | Ungarn Henrik Vasbányai Róbert Mike                                                       | 1:44,575 min  | Tschechien Jaroslav Radoň Filip Dvořák                                          | 1:45,082 min  |
| C–2 1000 m    | Ungarn Henrik Vasbányai Róbert Mike                                | 3:52,602 min  | Russland Wiktor Melantjew Ilja Perwuchin                                                  | 3:53,934 min  | Tschechien Jaroslav Radoň Filip Dvořák                                          | 3:54,788 min  |
| C–4 1000 m    | Deutschland Kurt Kuschela Erik Leue Erik Rebstock Peter Kretschmer | 3:28,502 min  | Belarus Dsmitryj Rabtschanka Dsmitryj Wajzischkin Dsjanis Harascha Aljaksandr Waltschezki | 3:29,297 min  | Ungarn Dávid Korisánszky Péter Korisánszky András Vass Dávid Varga              | 3:30,568 min  |
| C–1 4 × 200 m | Russland Andrij Krajtor Wiktor Melantjew Andrei Ganin Iwan Schtyl  | 2:48,255 min  | Deutschland Robert Nuck Stefan Holtz Stefan Kiraj Sebastian Brendel                       | 2:50,205 min  | Kanada Jason McCoombs Mark Oldershaw Gabriel Beauchesne-Sévigny Benjamin Russel | 2:51,579 min  |

#### Kajak
| Event         | Gold                                                                        | Zeit          | Silber                                                                          | Zeit          | Bronze                                                       | Zeit          |
| ------------- | --------------------------------------------------------------------------- | ------------- | ------------------------------------------------------------------------------- | ------------- | ------------------------------------------------------------ | ------------- |
| K–1 200 m     | Schweden Petter Öström                                                      | 34,644 s      | Kanada Mark de Jonge                                                            | 34,674 s      | Spanien Saúl Craviotto Rivero                                | 34,896 s      |
| K–1 500 m     | Deutschland Tom Liebscher                                                   | 1:40,514 min  | Dänemark René Holten Poulsen                                                    | 1:41,628 min  | Frankreich Arnaud Hybois                                     | 1:41,802 min  |
| K–1 1000 m    | Deutschland Max Hoff                                                        | 3:44,210 min  | Australien Ken Wallace                                                          | 3:44,652 min  | Ungarn Bence Dombvári                                        | 3:44,680 min  |
| K–1 5000 m    | Australien Ken Wallace                                                      | 19:44,059 min | Argentinien Daniel Dal Bo                                                       | 19:46,138 min | Vereinigtes Königreich Edward Rutherford                     | 19:47,275 min |
| K–2 200 m     | Russland Juri Postrigai Alexander Djatschenko                               | 31,182 s      | Vereinigtes Königreich Liam Heath Jonathan Schofield                            | 31,755 s      | Deutschland Ronald Rauhe Jonas Ems                           | 31,901 s      |
| K–2 500 m     | Portugal Emanuel Silva João Ribeiro                                         | 1:32,622 min  | Belarus Raman Petruschenka Wadsim Machneu                                       | 1:32,711 min  | Frankreich Sébastien Jouve Maxime Beaumont                   | 1:33,023 min  |
| K–2 1000 m    | Deutschland Max Rendschmidt Marcus Groß                                     | 3:22,331 min  | Belarus Pawel Mjadswedseu Aleh Jurenja                                          | 3:23,003 min  | Ungarn Rudolf Dombi Roland Kökény                            | 3:23,021 min  |
| K–4 1000 m    | Russland Witali Jurtschenko Wassili Pogreban Anton Wassiljew Oleg Schestkow | 2:58,692 min  | Tschechien Daniel Havel Lukáš Trefil Josef Dostál Jan Štěrba                    | 2:59,375 min  | Australien Tate Smith David Smith Murray Stewart Jacob Clear | 2:59,942 min  |
| K–1 4 × 200 m | Polen Piotr Siemionowski Denis Ambroziak Sebastian Szypuła Dawid Putto      | 2:27,605 min  | Russland Juri Postrigai Maxim Molotschkow Oleh Charytonow Alexander Djatschenko | 2:27,967 min  | Ungarn Miklós Dudás Sándor Tótka Péter Molnár Dávid Hérics   | 2:28,092 min  |

### Frauen

#### Canadier
| Event     | Gold                                                 | Zeit         | Silber                               | Zeit         | Bronze                             | Zeit         |
| --------- | ---------------------------------------------------- | ------------ | ------------------------------------ | ------------ | ---------------------------------- | ------------ |
| C-1 200 m | Kanada Laurence Vincent-Lapointe                     | 51,330 s     | Bulgarien Stanilija Stamenowa        | 52,028 s     | Ungarn Zsanett Lakatos             | 52,527 s     |
| C-2 500 m | Kanada Laurence Vincent-Lapointe Sara-Jane Caumartin | 2:03,004 min | Ungarn Zsanett Lakatos Kincső Takács | 2:04,842 min | Chile Nancy Millán María Mailliard | 2:07,876 min |

#### Kajak
| Event         | Gold                                                                  | Zeit          | Silber                                                                          | Zeit          | Bronze                                                                            | Zeit          |
| ------------- | --------------------------------------------------------------------- | ------------- | ------------------------------------------------------------------------------- | ------------- | --------------------------------------------------------------------------------- | ------------- |
| K-1 200 m     | Neuseeland Lisa Carrington                                            | 39,522 s      | Polen Marta Walczykiewicz                                                       | 39,712 s      | Slowenien Špela Ponomarenko Janić                                                 | 39,951 s      |
| K-1 500 m     | Ungarn Danuta Kozák                                                   | 1:57,395 min  | Deutschland Katrin Wagner-Augustin                                              | 1:58,300 min  | Neuseeland Lisa Carrington                                                        | 1:58,619 min  |
| K-1 1000 m    | Ungarn Erika Medveczky                                                | 4:11,345 min  | Deutschland Verena Hantl                                                        | 4:14,126 min  | Polen Esyta Dzieniszewska                                                         | 4:14,677 min  |
| K-1 5000 m    | Neuseeland Teneale Hatton                                             | 22:08,367 min | Ungarn Renáta Csay                                                              | 22:31,301 min | Finnland Anne Rikala                                                              | 22:32,654 min |
| K-2 200 m     | Deutschland Franziska Weber Tina Dietze                               | 37,525 s      | Polen Karolina Naja Beata Mikołajczyk                                           | 38,181 s      | Serbien Nikolina Moldovan Olivera Moldovan                                        | 38,223 s      |
| K-2 500 m     | Deutschland Franziska Weber Tina Dietze                               | 1:47,070 min  | Ungarn Katalin Kovács Natasa Janics                                             | 1:48,006 min  | Polen Karolina Naja Beata Mikołajczyk                                             | 1:48,537 min  |
| K-2 1000 m    | Ungarn Gabriella Szabó Krisztina Fazekas-Zur                          | 3:53,740 min  | Deutschland Carolin Leonhardt Conny Waßmuth                                     | 3:56,344 min  | Rumänien Irina Lauric Bianca Pleșca                                               | 3:58,996 min  |
| K-4 500 m     | Ungarn Gabriella Szabó Danuta Kozák Krisztina Fazekas-Zur Ninetta Vad | 1:32,272 min  | Deutschland Franziska Weber Tina Dietze Katrin Wagner-Augustin Verena Hantl     | 1:33,510 min  | Belarus Wolha Chudsenka Marharyta Zischkewitsch Nadseja Papok Maryna Litwintschuk | 1:33,642 min  |
| K-1 4 × 200 m | Ungarn Natasa Janics Ninetta Vad Krisztina Fazekas-Zur Danuta Kozák   | 2:49,415 min  | Polen Karolina Naja Edyta Dzieniszewska Ewelina Wojnarowska Marta Walczykiewicz | 2:49,609 min  | Russland Natalja Podolskaja Jelena Terechowa Natalija Lobowa Natalija Proskurina  | 2:51,679 min  |

### Paracanoeing
Alle Paracanoeing-Wettbewerbe werden über eine Distanz von 200 m ausgefahren. Die Einteilung der Bootsklassen erfolgt nach Bewegungsfähigkeit von Beinen, Armen und des Rumpfes. Es finden Regatten in zwölf Bootsklassen statt.
| Event          | Gold                                        | Zeit         | Silber                                | Zeit         | Bronze                                | Zeit         |
| -------------- | ------------------------------------------- | ------------ | ------------------------------------- | ------------ | ------------------------------------- | ------------ |
| K-1 Männer A   | Brasilien Fernando Fernandes de Pádua       | 51,330 s     | Vereinigtes Königreich Ian Marsden    | 51,920 s     | Deutschland Christian Mattes          | 53,021 s     |
| K-1 Männer TA  | Österreich Mendy Swoboda                    | 40,790 s     | Russland Victor Potanin               | 43,205 s     | Italien Pier Alberto Buccoliero       | 45,892 s     |
| K-1 Männer LTA | Deutschland Tom Kierey                      | 38,891 s     | Rumänien Iulian Serban                | 39,505 s     | Ukraine Yuriy Kikhayev                | 39,840 s     |
| K-1 Damen A    | Vereinigtes Königreich Jeanette Chippington | 59,808 s     | Ukraine Svitlana Kupriianova          | 1:03,305 min | Russland Alexandra Dupik              | 1:06,423 min |
| K-1 Damen TA   | Vereinigtes Königreich Emma Wiggs           | 56,982 s     | Vereinigte Staaten Megan Blunk        | 57,507 s     | Ukraine Natalia Lagutenko             | 1:04,271 min |
| K-1 Damen LTA  | Kanada Christine Gauthier                   | 54,317 s     | Vereinigtes Königreich Anne Dickens   | 54,889 s     | Frankreich Cindy Moreau               | 54,977 s     |
| V-1 Herren A   | Ukraine Oleksandr Hrechko                   | 1:01,610 min | Polen Jakub Tokarz                    | 1:03,813 min | Vereinigtes Königreich Daniel Hopwood | 1:11,257 min |
| V-1 Herren TA  | Spanien Javier Reja                         | 55,111 s     | Vereinigtes Königreich Nicholas Heald | 56,719 s     | Polen Tomasz Mozdierski               | 56,754 s     |
| V-1 Herren LTA | Brasilien Caio Ribeiro De Carvalho          | 50,613 s     | Thailand Patrick Viriamu              | 51,713 s     | Polen Miroslaw Rosinski               | 52,561 s     |
| V-1 Damen A    | Vereinigtes Königreich Jeanette Chippington | 1:05,628 min | Australien Kara Kennedy               | 1:17,466 min | Vereinigte Staaten Anne Yoshida       | 1:31,382 min |
| V-1 Damen TA   | Vereinigtes Königreich Jeanette Chippington | 1:03,243 min | Vereinigte Staaten Megan Blunk        | 1:10,838 min | Brasilien Tamara Oliveira Da Silva    | 1:11,469 min |
| V-1 Damen LTA  | Vereinigtes Königreich Andea Green          | 59,967 s     | Kanada Christine Gauthier             | 1:01,898 min | Vereinigte Staaten Anya Pierce        | 1:06,527 min |

## Medaillenspiegel

### Kanu-Rennsport
| Rang   | Nation                 | Gold | Silber | Bronze | Gesamt |
| ------ | ---------------------- | ---- | ------ | ------ | ------ |
| 1      | Deutschland            | 8    | 6      | 2      | 16     |
| 2      | Ungarn                 | 7    | 5      | 5      | 17     |
| 3      | Russland               | 4    | 4      | 1      | 10     |
| 4      | Kanada                 | 2    | 1      | 2      | 5      |
| 5      | Neuseeland             | 2    | —      | 1      | 3      |
| 6      | Polen                  | 1    | 3      | 2      | 6      |
| 7      | Australien             | 1    | 1      | 1      | 3      |
| 8      | Brasilien              | 1    | —      | 1      | 2      |
| 9      | Portugal               | 1    | —      | —      | 1      |
|        | Aserbaidschan          | 1    | —      | —      | 1      |
|        | Schweden               | 1    | —      | —      | 1      |
| 12     | Belarus                | —    | 3      | 2      | 5      |
| 13     | Tschechien             | —    | 1      | 2      | 3      |
| 14     | Vereinigtes Königreich | —    | 1      | 1      | 2      |
| 15     | Dänemark               | —    | 1      | —      | 1      |
|        | Argentinien            | —    | 1      | —      | 1      |
|        | Bulgarien              | —    | 1      | —      | 1      |
|        | Usbekistan             | —    | 1      | —      | 1      |
| 19     | Spanien                | —    | —      | 2      | 2      |
|        | Frankreich             | —    | —      | 2      | 3      |
| 21     | Slowenien              | —    | —      | 1      | 1      |
|        | Rumänien               | —    | —      | 1      | 1      |
|        | Serbien                | —    | —      | 1      | 1      |
|        | Finnland               | —    | —      | 1      | 1      |
|        | Chile                  | —    | —      | 1      | 1      |
| Gesamt | Gesamt                 | 29   | 29     | 29     | 111    |

### Paracanoe
| Rang   | Nation                 | Gold | Silber | Bronze | Gesamt |
| ------ | ---------------------- | ---- | ------ | ------ | ------ |
| 1      | Vereinigtes Königreich | 5    | 3      | 1      | 9      |
| 2      | Brasilien              | 2    | —      | 1      | 3      |
| 3      | Ukraine                | 1    | 1      | 2      | 4      |
| 4      | Kanada                 | 1    | 1      | —      | 2      |
| 5      | Deutschland            | 1    | —      | 1      | 2      |
| 6      | Österreich             | 1    | —      | —      | 1      |
|        | Spanien                | 1    | —      | —      | 1      |
| 7      | Vereinigte Staaten     | —    | 2      | 2      | 4      |
| 8      | Polen                  | —    | 1      | 2      | 3      |
| 9      | Russland               | —    | 1      | 1      | 2      |
| 10     | Australien             | —    | 1      | —      | 1      |
|        | Rumänien               | —    | 1      | —      | 1      |
|        | Thailand               | —    | 1      | —      | 1      |
| 11     | Frankreich             | —    | —      | 1      | 1      |
|        | Italien                | —    | —      | 1      | 1      |
| Gesamt | Gesamt                 | 12   | 12     | 12     | 36     |